# ダヴェントリー子爵
ダヴェントリー子爵（英: Viscount Daventry）は、連合王国貴族の子爵位。ミュリエル・フィッツロイ(旧姓ダグラス＝ペナント)が1943年に叙されたのに始まる。

## 歴史

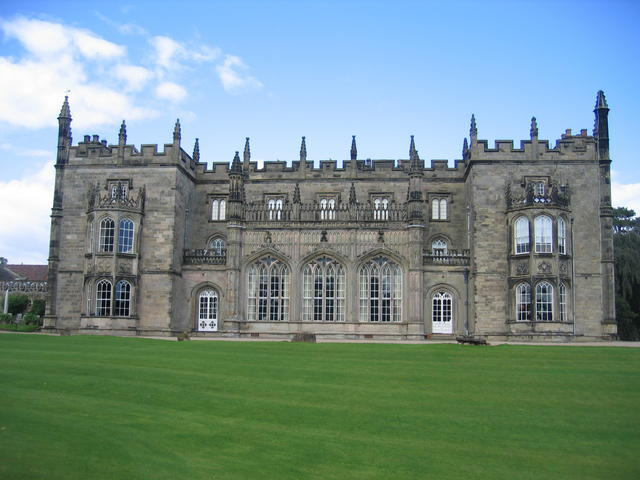
3代子爵の母親を経てダヴェントリー子爵フィッツロイ・ニューデゲイト家に渡ったアーベリー・ホール。ウォリックシャー州ヌニートンに所在し、イギリス指定建造物（第1級）に指定されている。

第3代サウサンプトン男爵チャールズ・フィッツロイ(1804–1872)の次男エドワード・フィッツロイ(1869-1943)は、1928年から1943年にかけて庶民院議長を務めた。
その妻であるミュリエル・フィッツロイ(1869-1962)は、初代ペンリン男爵エドワード・ダグラス＝ペナント(1800-1886)の孫娘にあたり、夫の死後にノーサンプトン州ダヴェントリーのダヴェントリー女子爵(Viscountess Daventry, of Daventry in the County of Northampton)に叙された。
初代女子爵の死後、その息子のロバート・オリヴァー・フィッツロイ(1893–1986)が2代子爵を継承した、2代子爵には男子がなかったため、その弟ジョン・モーリス・フィッツロイ・ニューデゲート(1897-1976)（彼はフランシス・ニューデゲートの娘ルシア・ニューデゲートと結婚し、1936年にフィッツロイ・ニューデゲートに改姓している）の息子フランシス・ハンフリー・モーリス・フィッツロイ・ニューデゲート(1921–2000)が3代子爵を継承した。3代子爵の死後はその息子のジェイムズ・エドワード・フィッツロイ・ニューデゲート(1960-)が4代子爵を継承した。2018年現在の当主も彼である。

## ダヴェントリー子爵（1943年）
- 初代ダヴェントリー女子爵ミュリエル・フィッツロイ（英語版） (1869–1962) - 初代ペンリン男爵エドワード・ダグラス＝ペナント（英語版）の孫娘。エドワード・フィッツロイ（英語版）の妻
- 第2代ダヴェントリー子爵ロバート・オリヴァー・フィッツロイ (1893–1986) - 先代の息子
- 第3代ダヴェントリー子爵フランシス・ハンフリー・モーリス・フィッツロイ・ニューデゲート（英語版） (1921–2000) - 先代の甥
- 第4代ダヴェントリー子爵ジェイムズ・エドワード・フィッツロイ・ニューデゲート (1960-) - 先代の息子
  - 爵位の法定推定相続人は現当主の息子ハンフリー・ジョン・フィッツロイ・ニューデゲート閣下(1995-)。

## 系図
|                                                            |                                                            |                                                            |                                                            |                                                            |                                                            |                                                                                                   |                                                                                                   | 1670年クリーブランド公爵 1670年サウサンプトン伯爵                                                 |                                                                                                   |                                                                                                   |                                                                                                   |                                                                            |                                                                            |  |  |                                                                            |                                                               |                                                               |                                                               |                                                               |                                                               |  |  |  |  |  |  |  |  |  |  |  |  |  |  |
| イングランド国王 チャールズ2世 (1630-1685)                 | イングランド国王 チャールズ2世 (1630-1685)                 | イングランド国王 チャールズ2世 (1630-1685)                 | イングランド国王 チャールズ2世 (1630-1685)                 | イングランド国王 チャールズ2世 (1630-1685)                 | イングランド国王 チャールズ2世 (1630-1685)                 |                                                                                                   |                                                                                                   | 初代クリーブランド女公 初代サウサンプトン伯 バーバラ・パーマー (1641-1709)                        | 初代クリーブランド女公 初代サウサンプトン伯 バーバラ・パーマー (1641-1709)                        | 初代クリーブランド女公 初代サウサンプトン伯 バーバラ・パーマー (1641-1709)                        | 初代クリーブランド女公 初代サウサンプトン伯 バーバラ・パーマー (1641-1709)                        | 初代クリーブランド女公 初代サウサンプトン伯 バーバラ・パーマー (1641-1709) | 初代クリーブランド女公 初代サウサンプトン伯 バーバラ・パーマー (1641-1709) |  |  |                                                                            |                                                               |                                                               |                                                               |                                                               |                                                               |  |  |  |  |  |  |  |  |  |  |  |  |  |  |
| イングランド国王 チャールズ2世 (1630-1685)                 | イングランド国王 チャールズ2世 (1630-1685)                 | イングランド国王 チャールズ2世 (1630-1685)                 | イングランド国王 チャールズ2世 (1630-1685)                 | イングランド国王 チャールズ2世 (1630-1685)                 | イングランド国王 チャールズ2世 (1630-1685)                 |                                                                                                   |                                                                                                   | 初代クリーブランド女公 初代サウサンプトン伯 バーバラ・パーマー (1641-1709)                        | 初代クリーブランド女公 初代サウサンプトン伯 バーバラ・パーマー (1641-1709)                        | 初代クリーブランド女公 初代サウサンプトン伯 バーバラ・パーマー (1641-1709)                        | 初代クリーブランド女公 初代サウサンプトン伯 バーバラ・パーマー (1641-1709)                        | 初代クリーブランド女公 初代サウサンプトン伯 バーバラ・パーマー (1641-1709) | 初代クリーブランド女公 初代サウサンプトン伯 バーバラ・パーマー (1641-1709) |  |  |                                                                            |                                                               |                                                               |                                                               |                                                               |                                                               |  |  |  |  |  |  |  |  |  |  |  |  |  |  |
|                                                            |                                                            |                                                            |                                                            |                                                            |                                                            |                                                                                                   |                                                                                                   |                                                                                                   |                                                                                                   |                                                                                                   |                                                                                                   |                                                                            |                                                                            |  |  |                                                                            |                                                               |                                                               |                                                               |                                                               |                                                               |  |  |  |  |  |  |  |  |  |  |  |  |  |  |
|                                                            |                                                            |                                                            |                                                            |                                                            |                                                            |                                                                                                   |                                                                                                   |                                                                                                   |                                                                                                   |                                                                                                   |                                                                                                   |                                                                            |                                                                            |  |  |                                                                            |                                                               |                                                               |                                                               |                                                               |                                                               |  |  |  |  |  |  |  |  |  |  |  |  |  |  |
| 1670年サウサンプトン公爵                                   | 1670年サウサンプトン公爵                                   | 1670年サウサンプトン公爵                                   | 1670年サウサンプトン公爵                                   | 1670年サウサンプトン公爵                                   | 1670年サウサンプトン公爵                                   |                                                                                                   |                                                                                                   | 1675年グラフトン公爵                                                                              | 1675年グラフトン公爵                                                                              | 1675年グラフトン公爵                                                                              | 1675年グラフトン公爵                                                                              | 1675年グラフトン公爵                                                       | 1675年グラフトン公爵                                                       |  |  |                                                                            |                                                               |                                                               |                                                               |                                                               |                                                               |  |  |  |  |  |  |  |  |  |  |  |  |  |  |
| 1670年サウサンプトン公爵                                   | 1670年サウサンプトン公爵                                   | 1670年サウサンプトン公爵                                   | 1670年サウサンプトン公爵                                   | 1670年サウサンプトン公爵                                   | 1670年サウサンプトン公爵                                   | 2代クリーヴランド公 初代サウサンプトン公 2代サウサンプトン伯 チャールズ・フィッツロイ (1662-1730) | 2代クリーヴランド公 初代サウサンプトン公 2代サウサンプトン伯 チャールズ・フィッツロイ (1662-1730) | 2代クリーヴランド公 初代サウサンプトン公 2代サウサンプトン伯 チャールズ・フィッツロイ (1662-1730) | 2代クリーヴランド公 初代サウサンプトン公 2代サウサンプトン伯 チャールズ・フィッツロイ (1662-1730) | 2代クリーヴランド公 初代サウサンプトン公 2代サウサンプトン伯 チャールズ・フィッツロイ (1662-1730) | 2代クリーヴランド公 初代サウサンプトン公 2代サウサンプトン伯 チャールズ・フィッツロイ (1662-1730) | 1675年グラフトン公爵                                                       | 1675年グラフトン公爵                                                       |  |  | 初代グラフトン公 ヘンリー・フィッツロイ (1663-1690)                        | 初代グラフトン公 ヘンリー・フィッツロイ (1663-1690)           | 初代グラフトン公 ヘンリー・フィッツロイ (1663-1690)           | 初代グラフトン公 ヘンリー・フィッツロイ (1663-1690)           | 初代グラフトン公 ヘンリー・フィッツロイ (1663-1690)           | 初代グラフトン公 ヘンリー・フィッツロイ (1663-1690)           |  |  |  |  |  |  |  |  |  |  |  |  |  |  |
|                                                            |                                                            |                                                            |                                                            |                                                            |                                                            | 2代クリーヴランド公 初代サウサンプトン公 2代サウサンプトン伯 チャールズ・フィッツロイ (1662-1730) | 2代クリーヴランド公 初代サウサンプトン公 2代サウサンプトン伯 チャールズ・フィッツロイ (1662-1730) | 2代クリーヴランド公 初代サウサンプトン公 2代サウサンプトン伯 チャールズ・フィッツロイ (1662-1730) | 2代クリーヴランド公 初代サウサンプトン公 2代サウサンプトン伯 チャールズ・フィッツロイ (1662-1730) | 2代クリーヴランド公 初代サウサンプトン公 2代サウサンプトン伯 チャールズ・フィッツロイ (1662-1730) | 2代クリーヴランド公 初代サウサンプトン公 2代サウサンプトン伯 チャールズ・フィッツロイ (1662-1730) |                                                                            |                                                                            |  |  | 初代グラフトン公 ヘンリー・フィッツロイ (1663-1690)                        | 初代グラフトン公 ヘンリー・フィッツロイ (1663-1690)           | 初代グラフトン公 ヘンリー・フィッツロイ (1663-1690)           | 初代グラフトン公 ヘンリー・フィッツロイ (1663-1690)           | 初代グラフトン公 ヘンリー・フィッツロイ (1663-1690)           | 初代グラフトン公 ヘンリー・フィッツロイ (1663-1690)           |  |  |  |  |  |  |  |  |  |  |  |  |  |  |
| クリーヴランド公爵家へ                                     |                                                            |                                                            |                                                            |                                                            |                                                            |                                                                                                   |                                                                                                   |                                                                                                   |                                                                                                   |                                                                                                   |                                                                                                   |                                                                            |                                                                            |  |  |                                                                            |                                                               |                                                               |                                                               |                                                               |                                                               |  |  |  |  |  |  |  |  |  |  |  |  |  |  |
|                                                            |                                                            |                                                            |                                                            |                                                            |                                                            |                                                                                                   |                                                                                                   | 2代グラフトン公 チャールズ・フィッツロイ (1683-1757)                                              |                                                                                                   |                                                                                                   |                                                                                                   |                                                                            |                                                                            |  |  |                                                                            |                                                               |                                                               |                                                               |                                                               |                                                               |  |  |  |  |  |  |  |  |  |  |  |  |  |  |
|                                                            |                                                            |                                                            |                                                            |                                                            |                                                            |                                                                                                   |                                                                                                   |                                                                                                   |                                                                                                   |                                                                                                   |                                                                                                   |                                                                            |                                                                            |  |  |                                                                            |                                                               |                                                               |                                                               |                                                               |                                                               |  |  |  |  |  |  |  |  |  |  |  |  |  |  |
|                                                            |                                                            |                                                            |                                                            |                                                            |                                                            |                                                                                                   |                                                                                                   | オーガスタス・フィッツロイ (1716-1741)                                                            |                                                                                                   |                                                                                                   |                                                                                                   |                                                                            |                                                                            |  |  |                                                                            |                                                               |                                                               |                                                               |                                                               |                                                               |  |  |  |  |  |  |  |  |  |  |  |  |  |  |
|                                                            |                                                            |                                                            |                                                            |                                                            |                                                            |                                                                                                   |                                                                                                   |                                                                                                   |                                                                                                   |                                                                                                   |                                                                                                   |                                                                            |                                                                            |  |  |                                                                            |                                                               |                                                               |                                                               |                                                               |                                                               |  |  |  |  |  |  |  |  |  |  |  |  |  |  |
|                                                            |                                                            |                                                            |                                                            |                                                            |                                                            |                                                                                                   |                                                                                                   |                                                                                                   |                                                                                                   |                                                                                                   |                                                                                                   |                                                                            |                                                                            |  |  |                                                                            |                                                               |                                                               |                                                               |                                                               |                                                               |  |  |  |  |  |  |  |  |  |  |  |  |  |  |
|                                                            |                                                            |                                                            |                                                            |                                                            |                                                            |                                                                                                   |                                                                                                   | 1780年サウサンプトン男爵                                                                          |                                                                                                   |                                                                                                   |                                                                                                   |                                                                            |                                                                            |  |  |                                                                            |                                                               |                                                               |                                                               |                                                               |                                                               |  |  |  |  |  |  |  |  |  |  |  |  |  |  |
| 3代グラフトン公 オーガスタス・フィッツロイ (1735-1811)     | 3代グラフトン公 オーガスタス・フィッツロイ (1735-1811)     | 3代グラフトン公 オーガスタス・フィッツロイ (1735-1811)     | 3代グラフトン公 オーガスタス・フィッツロイ (1735-1811)     | 3代グラフトン公 オーガスタス・フィッツロイ (1735-1811)     | 3代グラフトン公 オーガスタス・フィッツロイ (1735-1811)     |                                                                                                   |                                                                                                   | 初代サウサンプトン男爵 チャールズ・フィッツロイ (1737–1797)                                       | 初代サウサンプトン男爵 チャールズ・フィッツロイ (1737–1797)                                       | 初代サウサンプトン男爵 チャールズ・フィッツロイ (1737–1797)                                       | 初代サウサンプトン男爵 チャールズ・フィッツロイ (1737–1797)                                       | 初代サウサンプトン男爵 チャールズ・フィッツロイ (1737–1797)                | 初代サウサンプトン男爵 チャールズ・フィッツロイ (1737–1797)                |  |  |                                                                            |                                                               |                                                               |                                                               |                                                               |                                                               |  |  |  |  |  |  |  |  |  |  |  |  |  |  |
| 3代グラフトン公 オーガスタス・フィッツロイ (1735-1811)     | 3代グラフトン公 オーガスタス・フィッツロイ (1735-1811)     | 3代グラフトン公 オーガスタス・フィッツロイ (1735-1811)     | 3代グラフトン公 オーガスタス・フィッツロイ (1735-1811)     | 3代グラフトン公 オーガスタス・フィッツロイ (1735-1811)     | 3代グラフトン公 オーガスタス・フィッツロイ (1735-1811)     |                                                                                                   |                                                                                                   | 初代サウサンプトン男爵 チャールズ・フィッツロイ (1737–1797)                                       | 初代サウサンプトン男爵 チャールズ・フィッツロイ (1737–1797)                                       | 初代サウサンプトン男爵 チャールズ・フィッツロイ (1737–1797)                                       | 初代サウサンプトン男爵 チャールズ・フィッツロイ (1737–1797)                                       | 初代サウサンプトン男爵 チャールズ・フィッツロイ (1737–1797)                | 初代サウサンプトン男爵 チャールズ・フィッツロイ (1737–1797)                |  |  |                                                                            |                                                               |                                                               |                                                               |                                                               |                                                               |  |  |  |  |  |  |  |  |  |  |  |  |  |  |
| グラフトン公爵家へ                                         |                                                            |                                                            |                                                            |                                                            |                                                            |                                                                                                   |                                                                                                   |                                                                                                   |                                                                                                   |                                                                                                   |                                                                                                   |                                                                            |                                                                            |  |  |                                                                            |                                                               |                                                               |                                                               |                                                               |                                                               |  |  |  |  |  |  |  |  |  |  |  |  |  |  |
|                                                            |                                                            |                                                            |                                                            |                                                            |                                                            |                                                                                                   |                                                                                                   | 2代サウサンプトン男爵 ジョージ・フィッツロイ (1761–1810)                                          | 2代サウサンプトン男爵 ジョージ・フィッツロイ (1761–1810)                                          | 2代サウサンプトン男爵 ジョージ・フィッツロイ (1761–1810)                                          | 2代サウサンプトン男爵 ジョージ・フィッツロイ (1761–1810)                                          | 2代サウサンプトン男爵 ジョージ・フィッツロイ (1761–1810)                   | 2代サウサンプトン男爵 ジョージ・フィッツロイ (1761–1810)                   |  |  | 初代ペンリン男爵 エドワード・ダグラス＝ペナント (1800-1886)                | 初代ペンリン男爵 エドワード・ダグラス＝ペナント (1800-1886)   | 初代ペンリン男爵 エドワード・ダグラス＝ペナント (1800-1886)   | 初代ペンリン男爵 エドワード・ダグラス＝ペナント (1800-1886)   | 初代ペンリン男爵 エドワード・ダグラス＝ペナント (1800-1886)   | 初代ペンリン男爵 エドワード・ダグラス＝ペナント (1800-1886)   |  |  |  |  |  |  |  |  |  |  |  |  |  |  |
|                                                            |                                                            |                                                            |                                                            |                                                            |                                                            |                                                                                                   |                                                                                                   | 2代サウサンプトン男爵 ジョージ・フィッツロイ (1761–1810)                                          | 2代サウサンプトン男爵 ジョージ・フィッツロイ (1761–1810)                                          | 2代サウサンプトン男爵 ジョージ・フィッツロイ (1761–1810)                                          | 2代サウサンプトン男爵 ジョージ・フィッツロイ (1761–1810)                                          | 2代サウサンプトン男爵 ジョージ・フィッツロイ (1761–1810)                   | 2代サウサンプトン男爵 ジョージ・フィッツロイ (1761–1810)                   |  |  | 初代ペンリン男爵 エドワード・ダグラス＝ペナント (1800-1886)                | 初代ペンリン男爵 エドワード・ダグラス＝ペナント (1800-1886)   | 初代ペンリン男爵 エドワード・ダグラス＝ペナント (1800-1886)   | 初代ペンリン男爵 エドワード・ダグラス＝ペナント (1800-1886)   | 初代ペンリン男爵 エドワード・ダグラス＝ペナント (1800-1886)   | 初代ペンリン男爵 エドワード・ダグラス＝ペナント (1800-1886)   |  |  |  |  |  |  |  |  |  |  |  |  |  |  |
|                                                            |                                                            |                                                            |                                                            |                                                            |                                                            |                                                                                                   |                                                                                                   | 3代サウサンプトン男爵 チャールズ・フィッツロイ (1804–1872)                                        | 3代サウサンプトン男爵 チャールズ・フィッツロイ (1804–1872)                                        | 3代サウサンプトン男爵 チャールズ・フィッツロイ (1804–1872)                                        | 3代サウサンプトン男爵 チャールズ・フィッツロイ (1804–1872)                                        | 3代サウサンプトン男爵 チャールズ・フィッツロイ (1804–1872)                 | 3代サウサンプトン男爵 チャールズ・フィッツロイ (1804–1872)                 |  |  | アーチボルド・ダグラス＝ペナント (1837-1884)                               | アーチボルド・ダグラス＝ペナント (1837-1884)                  | アーチボルド・ダグラス＝ペナント (1837-1884)                  | アーチボルド・ダグラス＝ペナント (1837-1884)                  | アーチボルド・ダグラス＝ペナント (1837-1884)                  | アーチボルド・ダグラス＝ペナント (1837-1884)                  |  |  |  |  |  |  |  |  |  |  |  |  |  |  |
|                                                            |                                                            |                                                            |                                                            |                                                            |                                                            |                                                                                                   |                                                                                                   | 3代サウサンプトン男爵 チャールズ・フィッツロイ (1804–1872)                                        | 3代サウサンプトン男爵 チャールズ・フィッツロイ (1804–1872)                                        | 3代サウサンプトン男爵 チャールズ・フィッツロイ (1804–1872)                                        | 3代サウサンプトン男爵 チャールズ・フィッツロイ (1804–1872)                                        | 3代サウサンプトン男爵 チャールズ・フィッツロイ (1804–1872)                 | 3代サウサンプトン男爵 チャールズ・フィッツロイ (1804–1872)                 |  |  | アーチボルド・ダグラス＝ペナント (1837-1884)                               | アーチボルド・ダグラス＝ペナント (1837-1884)                  | アーチボルド・ダグラス＝ペナント (1837-1884)                  | アーチボルド・ダグラス＝ペナント (1837-1884)                  | アーチボルド・ダグラス＝ペナント (1837-1884)                  | アーチボルド・ダグラス＝ペナント (1837-1884)                  |  |  |  |  |  |  |  |  |  |  |  |  |  |  |
|                                                            |                                                            |                                                            |                                                            |                                                            |                                                            |                                                                                                   |                                                                                                   |                                                                                                   |                                                                                                   |                                                                                                   |                                                                                                   |                                                                            |                                                                            |  |  |                                                                            |                                                               |                                                               |                                                               |                                                               |                                                               |  |  |  |  |  |  |  |  |  |  |  |  |  |  |
|                                                            |                                                            |                                                            |                                                            |                                                            |                                                            |                                                                                                   |                                                                                                   |                                                                                                   |                                                                                                   |                                                                                                   |                                                                                                   |                                                                            |                                                                            |  |  | 1943年ダヴェントリー子爵                                                   |                                                               |                                                               |                                                               |                                                               |                                                               |  |  |  |  |  |  |  |  |  |  |  |  |  |  |
| 4代サウサンプトン男爵 チャールズ・フィッツロイ (1867–1958) | 4代サウサンプトン男爵 チャールズ・フィッツロイ (1867–1958) | 4代サウサンプトン男爵 チャールズ・フィッツロイ (1867–1958) | 4代サウサンプトン男爵 チャールズ・フィッツロイ (1867–1958) | 4代サウサンプトン男爵 チャールズ・フィッツロイ (1867–1958) | 4代サウサンプトン男爵 チャールズ・フィッツロイ (1867–1958) |                                                                                                   |                                                                                                   | エドワード・フィッツロイ (1869-1943)                                                              | エドワード・フィッツロイ (1869-1943)                                                              | エドワード・フィッツロイ (1869-1943)                                                              | エドワード・フィッツロイ (1869-1943)                                                              | エドワード・フィッツロイ (1869-1943)                                       | エドワード・フィッツロイ (1869-1943)                                       |  |  | 初代ダヴェントリー女子爵 ミュリエル・フィッツロイ (1869-1962)              | 初代ダヴェントリー女子爵 ミュリエル・フィッツロイ (1869-1962) | 初代ダヴェントリー女子爵 ミュリエル・フィッツロイ (1869-1962) | 初代ダヴェントリー女子爵 ミュリエル・フィッツロイ (1869-1962) | 初代ダヴェントリー女子爵 ミュリエル・フィッツロイ (1869-1962) | 初代ダヴェントリー女子爵 ミュリエル・フィッツロイ (1869-1962) |  |  |  |  |  |  |  |  |  |  |  |  |  |  |
| 4代サウサンプトン男爵 チャールズ・フィッツロイ (1867–1958) | 4代サウサンプトン男爵 チャールズ・フィッツロイ (1867–1958) | 4代サウサンプトン男爵 チャールズ・フィッツロイ (1867–1958) | 4代サウサンプトン男爵 チャールズ・フィッツロイ (1867–1958) | 4代サウサンプトン男爵 チャールズ・フィッツロイ (1867–1958) | 4代サウサンプトン男爵 チャールズ・フィッツロイ (1867–1958) |                                                                                                   |                                                                                                   | エドワード・フィッツロイ (1869-1943)                                                              | エドワード・フィッツロイ (1869-1943)                                                              | エドワード・フィッツロイ (1869-1943)                                                              | エドワード・フィッツロイ (1869-1943)                                                              | エドワード・フィッツロイ (1869-1943)                                       | エドワード・フィッツロイ (1869-1943)                                       |  |  | 初代ダヴェントリー女子爵 ミュリエル・フィッツロイ (1869-1962)              | 初代ダヴェントリー女子爵 ミュリエル・フィッツロイ (1869-1962) | 初代ダヴェントリー女子爵 ミュリエル・フィッツロイ (1869-1962) | 初代ダヴェントリー女子爵 ミュリエル・フィッツロイ (1869-1962) | 初代ダヴェントリー女子爵 ミュリエル・フィッツロイ (1869-1962) | 初代ダヴェントリー女子爵 ミュリエル・フィッツロイ (1869-1962) |  |  |  |  |  |  |  |  |  |  |  |  |  |  |
|                                                            |                                                            |                                                            |                                                            |                                                            |                                                            |                                                                                                   |                                                                                                   |                                                                                                   |                                                                                                   |                                                                                                   |                                                                                                   |                                                                            |                                                                            |  |  |                                                                            |                                                               |                                                               |                                                               |                                                               |                                                               |  |  |  |  |  |  |  |  |  |  |  |  |  |  |
|                                                            |                                                            |                                                            |                                                            |                                                            |                                                            |                                                                                                   |                                                                                                   |                                                                                                   |                                                                                                   |                                                                                                   |                                                                                                   |                                                                            |                                                                            |  |  |                                                                            |                                                               |                                                               |                                                               |                                                               |                                                               |  |  |  |  |  |  |  |  |  |  |  |  |  |  |
| サウサンプトン男爵家へ                                     |                                                            |                                                            |                                                            |                                                            |                                                            |                                                                                                   |                                                                                                   |                                                                                                   |                                                                                                   |                                                                                                   |                                                                                                   |                                                                            |                                                                            |  |  |                                                                            |                                                               |                                                               |                                                               |                                                               |                                                               |  |  |  |  |  |  |  |  |  |  |  |  |  |  |
|                                                            |                                                            |                                                            |                                                            |                                                            |                                                            |                                                                                                   |                                                                                                   | 2代ダヴェントリー子爵 ロバート・フィッツロイ (1893–1986)                                          | 2代ダヴェントリー子爵 ロバート・フィッツロイ (1893–1986)                                          | 2代ダヴェントリー子爵 ロバート・フィッツロイ (1893–1986)                                          | 2代ダヴェントリー子爵 ロバート・フィッツロイ (1893–1986)                                          | 2代ダヴェントリー子爵 ロバート・フィッツロイ (1893–1986)                   | 2代ダヴェントリー子爵 ロバート・フィッツロイ (1893–1986)                   |  |  | ジョン・フィッツロイ・ニューデゲート (1897-1976)                           | ジョン・フィッツロイ・ニューデゲート (1897-1976)              | ジョン・フィッツロイ・ニューデゲート (1897-1976)              | ジョン・フィッツロイ・ニューデゲート (1897-1976)              | ジョン・フィッツロイ・ニューデゲート (1897-1976)              | ジョン・フィッツロイ・ニューデゲート (1897-1976)              |  |  |  |  |  |  |  |  |  |  |  |  |  |  |
|                                                            |                                                            |                                                            |                                                            |                                                            |                                                            |                                                                                                   |                                                                                                   | 2代ダヴェントリー子爵 ロバート・フィッツロイ (1893–1986)                                          | 2代ダヴェントリー子爵 ロバート・フィッツロイ (1893–1986)                                          | 2代ダヴェントリー子爵 ロバート・フィッツロイ (1893–1986)                                          | 2代ダヴェントリー子爵 ロバート・フィッツロイ (1893–1986)                                          | 2代ダヴェントリー子爵 ロバート・フィッツロイ (1893–1986)                   | 2代ダヴェントリー子爵 ロバート・フィッツロイ (1893–1986)                   |  |  | ジョン・フィッツロイ・ニューデゲート (1897-1976)                           | ジョン・フィッツロイ・ニューデゲート (1897-1976)              | ジョン・フィッツロイ・ニューデゲート (1897-1976)              | ジョン・フィッツロイ・ニューデゲート (1897-1976)              | ジョン・フィッツロイ・ニューデゲート (1897-1976)              | ジョン・フィッツロイ・ニューデゲート (1897-1976)              |  |  |  |  |  |  |  |  |  |  |  |  |  |  |
|                                                            |                                                            |                                                            |                                                            |                                                            |                                                            |                                                                                                   |                                                                                                   |                                                                                                   |                                                                                                   |                                                                                                   |                                                                                                   |                                                                            |                                                                            |  |  | 3代ダヴェントリー子爵 フランシス・フィッツロイ・ニューデゲート (1921–2000) |                                                               |                                                               |                                                               |                                                               |                                                               |  |  |  |  |  |  |  |  |  |  |  |  |  |  |
|                                                            |                                                            |                                                            |                                                            |                                                            |                                                            |                                                                                                   |                                                                                                   |                                                                                                   |                                                                                                   |                                                                                                   |                                                                                                   |                                                                            |                                                                            |  |  |                                                                            |                                                               |                                                               |                                                               |                                                               |                                                               |  |  |  |  |  |  |  |  |  |  |  |  |  |  |
|                                                            |                                                            |                                                            |                                                            |                                                            |                                                            |                                                                                                   |                                                                                                   |                                                                                                   |                                                                                                   |                                                                                                   |                                                                                                   |                                                                            |                                                                            |  |  | 4代ダヴェントリー子爵 ジェイムズ・フィッツロイ・ニューデゲート (1960–)     |                                                               |                                                               |                                                               |                                                               |                                                               |  |  |  |  |  |  |  |  |  |  |  |  |  |  |
|                                                            |                                                            |                                                            |                                                            |                                                            |                                                            |                                                                                                   |                                                                                                   |                                                                                                   |                                                                                                   |                                                                                                   |                                                                                                   |                                                                            |                                                                            |  |  |                                                                            |                                                               |                                                               |                                                               |                                                               |                                                               |  |  |  |  |  |  |  |  |  |  |  |  |  |  |
|                                                            |                                                            |                                                            |                                                            |                                                            |                                                            |                                                                                                   |                                                                                                   |                                                                                                   |                                                                                                   |                                                                                                   |                                                                                                   |                                                                            |                                                                            |  |  | ハンフリー・フィッツロイ・ニューデゲート (1995–)                           |                                                               |                                                               |                                                               |                                                               |                                                               |  |  |  |  |  |  |  |  |  |  |  |  |  |  |